# Lincoln City F.C.
Lincoln City Football Club là câu lạc bộ bán chuyên của Hiệp hội bóng đá Anh ở thành phố Lincoln, Lincolnshire. Đội bóng thi đấu tại National League, hiện đang tham dự giải hạng ba nước Anh.
Ngày 19/2/2017, Lincoln City đã đánh bại Burnley 1-0 để trở thành đội bóng nghiệp dư đầu tiên sau 103 năm lọt vào tứ kết FA Cup, tuy nhiên họ đã bị loại bởi Arsenal ở tứ kết với tỉ số 0-5.